# Vincenzo Moretti
Vincenzo Moretti (Orvieto, 14 novembre 1815 – Bologna, 6 ottobre 1881) è stato un cardinale e arcivescovo cattolico italiano.

## Biografia
Nato nel 1815 da Domenico Moretti ed Elisabetta Mazzoni-Brancaleone, fu ordinato sacerdote il 22 settembre 1838.
Nel 1844 si laureò presso il Collegio Romano in teologia e nel 1848 in utroque jure.
Nel 1855 fu consacrato vescovo. Servì la diocesi di Comacchio per cinque anni. Nel 1860 fu chiamato a reggere la diocesi di Cesena, che tenne fino al 1867, quando fu nominato vescovo di Imola.
Il 27 ottobre 1871 fu nominato arcivescovo di Ravenna.
Papa Pio IX lo elevò al rango di cardinale nel concistoro del 28 dicembre 1877, con il titolo di cardinale presbitero di Santa Sabina. Partecipò al conclave del 1878 che elesse papa Leone XIII.
Nel 1879 si dimise dalla carica di arcivescovo di Ravenna.
Morì a Bologna nel 1881; il suo monumento funerario, scolpito da Enrico Barbieri nel 1883 su progetto di Alfredo Tartarini, si trova nella chiesa di San Girolamo.

## Genealogia episcopale e successione apostolica
La genealogia episcopale è:
- Cardinale Scipione Rebiba
- Cardinale Giulio Antonio Santori
- Cardinale Girolamo Bernerio, O.P.
- Arcivescovo Galeazzo Sanvitale
- Cardinale Ludovico Ludovisi
- Cardinale Luigi Caetani
- Cardinale Ulderico Carpegna
- Cardinale Paluzzo Paluzzi Altieri degli Albertoni
- Papa Benedetto XIII
- Papa Benedetto XIV
- Papa Clemente XIII
- Cardinale Marcantonio Colonna
- Cardinale Giacinto Sigismondo Gerdil, B.
- Cardinale Giulio Maria della Somaglia
- Cardinale Carlo Odescalchi, S.I.
- Cardinale Costantino Patrizi Naro
- Cardinale Vincenzo Moretti

La successione apostolica è:
- Vescovo Luigi Tesorieri (1871)
- Vescovo Paolo Bentini (1871)
- Vescovo Angelo Pianori, O.F.M.Obs. (1871)
- Arcivescovo Luigi Paggi (1871)
- Vescovo Gioachino Cantagalli (1876)
- Vescovo Federico Foschi (1877)
- Vescovo Domenico Pio Rossi, O.P. (1881)